# Frederik Børgesen
Frederik Børgesen, född den 1 januari 1866, död den 22 mars 1956, var en dansk botanist.
Børgesen blev assistent vid Botaniska museet i Köpenhamn 1893, bibliotekarie vid Botanisk Haves bibliotek 1900, samt filosofie doktor 1904. Børgesen företog flera vetenskapliga resor, till Danska Västindien, Färöarna, Spanien och Kanarieöarna med mera och ägnade sig åt mycket skilda områden inom botaniken. Särskilt studerade han sötvattens- och havsalgerna, vilka han beskrev från olika trakter, främst utifrån sina samlingar från Västindien och Färöarna.